# Feldbahn von Fleurines und Villers-Saint-Frambourg nach Pont-Sainte-Maxence
| Lokomotive Attila in der Sandgrube bei Villers-Saint-Frambourg |                     |                                     |                                     |
| Ehemaliger Streckenverlauf auf einer Karte von 2021 |                     |                                     |                                     |
| Streckenlänge: | 3,8 + 4,4 = 8,2 km  |                                     |                                     |
| Spurweite: | 1000 mm (Meterspur) |                                     |                                     |
| |                     |                                     |                                     |
| \| \| \| Oise \| \| \| \| 0 \| Pont-Sainte-Maxence Hafen \| Pont-Sainte-Maxence Hafen \| \| \| \| Départementsstraßen D120 und D123 \| \| \| \| \| Nationalstraße N17 \| \| \| \| +4,4 \| Villers-Saint-Frambourg La Sablière \| Villers-Saint-Frambourg La Sablière \| \| \| 3,8 \| Fleurines Carrière les Communes \| Fleurines Carrière les Communes \| |                     |                                     |                                     |
| |                     | Oise                                |                                     |
| Betriebs-/Güterbahnhof Streckenanfang (Strecke außer Betrieb) | 0                   | Pont-Sainte-Maxence Hafen           | Pont-Sainte-Maxence Hafen           |
| |                     | Départementsstraßen D120 und D123   |                                     |
| Strecke (außer Betrieb) |                     | Nationalstraße N17                  | Nationalstraße N17                  |
| Abzweig geradeaus und nach links (Strecke außer Betrieb) | +4,4                | Villers-Saint-Frambourg La Sablière | Villers-Saint-Frambourg La Sablière |
| Strecke nach links (außer Betrieb) | 3,8                 | Fleurines Carrière les Communes     | Fleurines Carrière les Communes     |

Die Feldbahn von Fleurines und Villers-Saint-Frambourg nach Pont-Sainte-Maxence (französisch La voie ferrée de Fleurines et Villers St Frambourg à Pont St Maxence) war eine Meterspurbahn von den Sandgruben bei Fleurines und Villers-Saint-Frambourg zum Hafen bei Pont-Sainte-Maxence an der Oise im Département Oise in der Region Hauts-de-France (vor 2016: Picardie).

## Streckenverlauf
Die 3,8 km lange Stammstrecke begann in der Carrière les Communes im Vallée des Peaux Rouges bei Fleurines. Die 4,4 lange, geradlinige Zweigstrecke begann in der Sandgrube von Villers-Saint-Frambourg. Sie vereinten sich am Forsthaus (Maison Forestière du Grand Maitre) im Forêt d’Halatte und führten entlang der Nationalstraße N17 zum Oise-Hafen bei Pont-Sainte-Maxence.

## Geschichte
Die Feldbahn wurde wohl am Ende des 19. Jahrhunderts verlegt.
Die Société Anonyme des Sablières de l’Oise et de la Région de Fontainebleau belieferte die Compagnie de Saint Gobain mit Sand für die Glasherstellung, bis es während des Ersten Weltkrieges zu Streitigkeiten zwischen der Compagnie de St Gobain, der Betreibergesellschaft der Sandgruben und der Gemeinde Fleurines kam. Schlichtungsversuche blieben ohne Erfolg, so dass die Sandgruben und die Feldbahn stillgelegt wurden. Die Société des Sablières de l’Oise, die mehrere Sandgruben in der Gegend besaß, baute die Gleise von Fleurines bis Pont-Sainte-Maxence um 1920 ab und verwendete die Schienen für die Feldbahn der Sandgruben von Villeneuve-sur-Verberie und Roberval mit einer Spurweite von 600 mm von den Sandgruben bei Villeneuve-sur-Verberie und Roberval zum Hafen bei Moru an der Oise.
Um 1975 baute die Foirm Sofraco in der Sandgrube erneut Sand ab, der mit Lastwagen abtransportiert wurde, bis der Betrieb um 1984 eingestellt wurde.